# Josef Olexa
Josef Olexa, křtěný Josef Antonín (15. srpna 1901, Brandýs nad Labem – 8. dubna 1983, Brandýs nad Labem-Stará Boleslav) byl český malíř, grafik, pedagog, restaurátor. Byl žákem prof. Otakara Nejedlého. Věnoval se krajinomalbě, portrétu, zátiší a figurálním kompozicím. Zabýval se také grafikou, interiérovou a reklamní tvorbou. Působil v Brandýse nad Labem a v Popradu.

## Život
Josef Olexa se narodil v Brandýse nad Labem v rodině malíř a lakýrníka písma Josefa Olexi a jeho ženy Růženy rodem Lukešové, dcery klempíře z Brandýsa nad Labem. Vyučil se zahradníkem a v roce 1918 pracoval po určitou dobu i v zahradě brandýského zámku. Zároveň se věnoval kresbě a malbě u Bohumila Šippicha a rád chodil malovat do přírody, hlavně k Labi. Seznámil se tehdy s akademickým malířem Ferdinandem Engelmüllerem, který často trávil léto ve Staré Boleslavi. Ten ho přijal do své malířské školy, kde nastoupil v roce 1920 jako stipendista ministerstva školství a národní osvěty. Od roku 1924, díky přímluvě Engelmüllera, pokračoval ve studiu na Akademii výtvarných umění v krajinářské speciálce profesora Otakara Nejedlého. Patřil mezi I. generaci Nejedlého speciálky (Jan Slavíček, Josef Hubáček, Bohumír Dvorský, Bořivoj Žufan, Josef Vacke, Květoslav Endrýs, Vladimír Hroch a Alois Fišárek). Účastnil se zahraničních výjezdů speciálky na místa Cagnes sur Mer (1925), Cap d'Antibes (1926) a Suartello u Ajaccia (1928).
Už od roku 1923 přispíval drobnými perokresbami a dřevoryty do vlastivědného časopisu Naše Polabí vydávaného v Brandýse nad Labem. V roce 1928 ukončil Olexa studia a vrátil se pracovat do Brandýsa nad Labem.
Angažoval se ve Spolku pracovníků v umění a ve vědě Purkyně. Spolek byl založen v roce 1928 v Brandýse nad Labem v hostinci U Černého koně. Mezi zakládající členy patřil nejen Olexa, ale i Vilém Plocek, Jan Benda či Emanuel Famíra. Svou činnost spolek Purkyně na veřejnosti prezentoval publikacemi, články a výstavami. V roce 1933 se Olexa oženil se svou dlouholetou láskou Helenou Tenčlovou. S pomocí Františka Tichého se stal spolupracovníkem nedělní dětské přílohy Slovíčko, která vycházela v novinách České slovo.
V poválečném období Olexa pokračoval také v tvorbě uměleckých pohlednic. V roce 1947 se zúčastnil soutěže o novou stokorunovou bankovku a za svůj návrh obdržel od poroty čestné uznání. Získal místo učitele kreslení na Státním reálném gymnáziu a Pedagogickém gymnáziu v letech 1948–1954 v Brandýse nad Labem. Ze zdravotních důvodů se Olexa odstěhoval do obce Štôla ve Vysokých Tatrách. Zde maloval a v roce 1961 založil výtvarný obor na Lidové škole umění v Popradu, kde také do roku 1968 učil. V ten samý rok odešel do důchodu a vrátil se do Brandýsa nad Labem.

## Výstavy
- 1928 Výstava soudobé kultury československé, Brno
- 1931 Týden umění, Čelákovice
- 1932 Výstava Krasoumné jednoty, Praha
- 1940 Národ svým výtvarným umělcům, Praha
- 1960 samostatná výstava výtvarných děl, Poprad, Kežmarok, Starý Smokovec
- 1964 samostatná výstava výtvarných děl, Brandýs nad Labem
- 1968 samostatná výstava, Poprad
- 1969 Tatry v obrazech, Brandýs nad Labem
- 1975 samostatná výstava Tatranská krajina, Horní Smokovec
- 2011 Jozef Olexa – zakladatel výtvarného oboru ZUŠ v Popradě, Poprad

## Dílo
Díla jsou zastoupena ve sbírkách Tatranská galerie v Popradě, NG v Praze, Okresního muzea Praha – východ, Městského muzea v Čelákovicích.